# Ranunculus bullatus
Ranunculus bullatus — вид квіткових рослин родини Жовтецеві (Ranunculaceae). Етимологія: лат. bullatus — «дутий», тобто має пухирі або зморщену поверхню, напр. листя.

## Морфологічна характеристика
Низька, 6–27 см, багаторічна, волохата трава. Листя (2)3–4(-7) х (1)2–5 см все базальне, знаходиться близько до землі, утворюючи прикореневу розетку, яйцеподібної форми, зубчасте, з деякими волосками на днищі. Квіти поодинокі ароматні, діаметром 18–30 (40) мм, з ворсинчастими чашолистками й 5–12 жовтими пелюстками (12) 8–13 (18) мм. Плоди-сім'янки 1–2 мм довжиною, гладкі й голі, довгасті й закінчуються крихітним, 0,2–0,3 мм, злегка вигнутим гачкуватим дзьобом. Цвіте і плодоносить з вересня по грудень (лютий).

## Поширення
Батьківщина. Північна Африка: Алжир; Лівія; Марокко; Туніс. Західна Азія: Кіпр; Туреччина. Південна Європа: Греція; Італія; Мальта; Франція — Корсика; Португалія; Гібралтар; Іспанія. Живе на необробленій землі, поміж оливкових дерев, у кам'янистих місцях і глинястих місцях, що знаходяться поблизу вапняку.

## Галерея

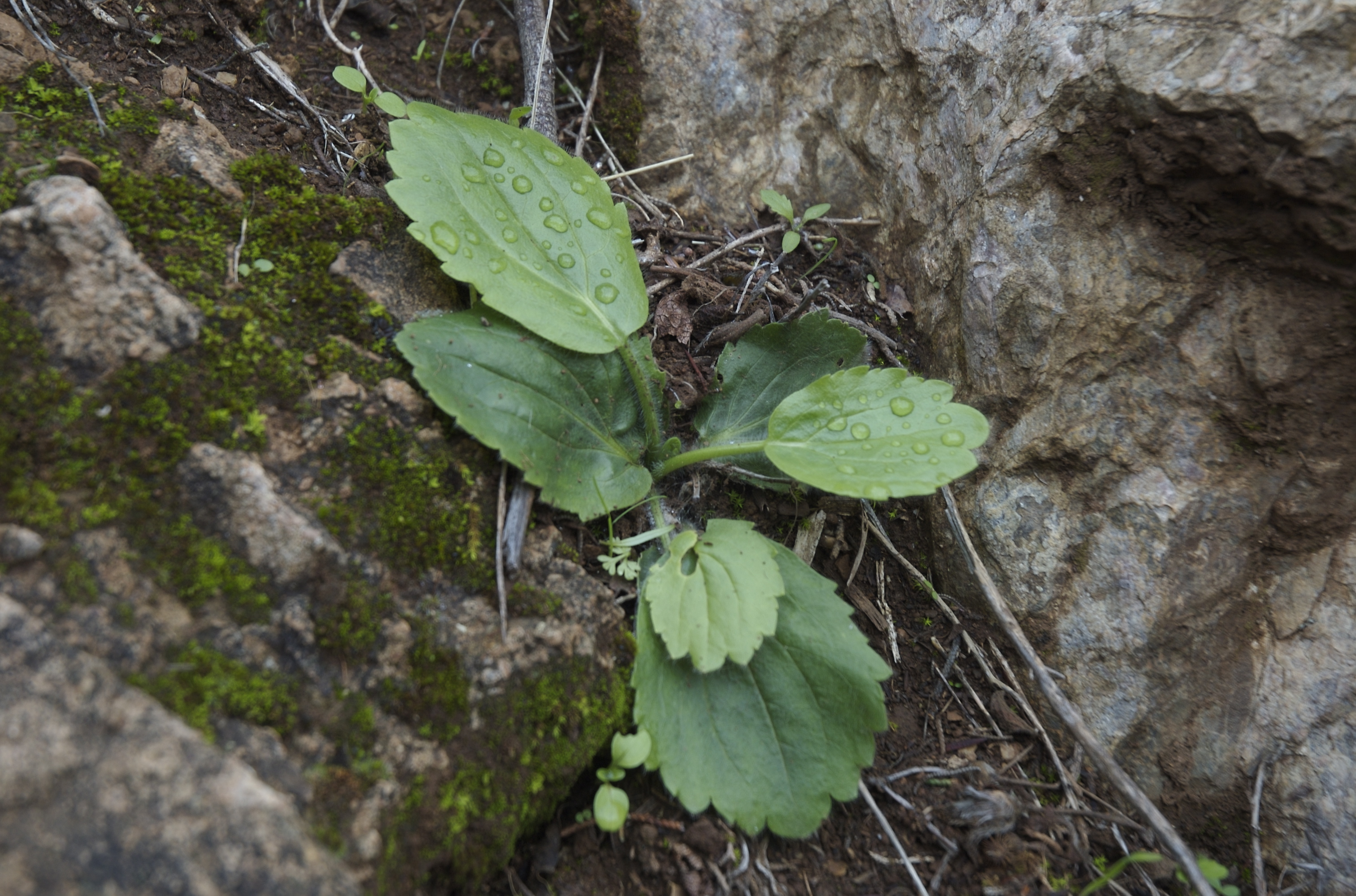
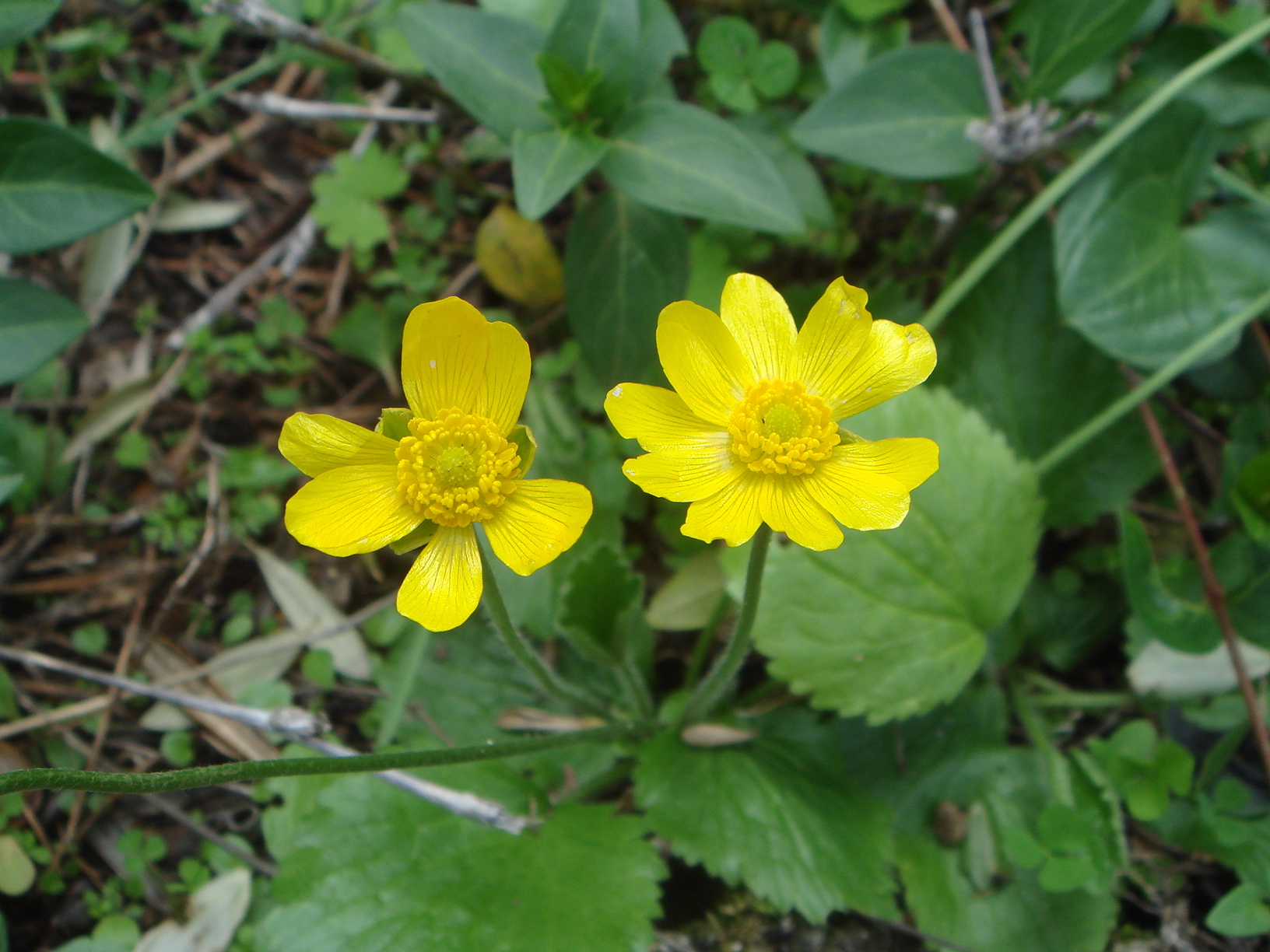